# BNP Paribas Open 2011
Das BNP Paribas Open 2011 war der Name eines Tennisturniers der WTA Tour 2011 für Damen sowie eines Tennisturniers der ATP World Tour 2011 für Herren, welche zeitgleich vom 7. bis 20. März 2011 in Indian Wells stattfanden.

## Herrenturnier
→ Qualifikation: BNP Paribas Open 2011/Herren/Qualifikation

## Damenturnier
→ Qualifikation: BNP Paribas Open 2011/Damen/Qualifikation